# Бородавчатая эпидермодисплазия
Борода́вчатая эпидермодисплази́я (верруциформная эпидермодисплазия Левандовского — Лютца) — очень редкое аутосомно-рецессивное заболевание, которое проявляется распространёнными бородавчатыми высыпаниями, склонными к злокачественной трансформации.
Названа в честь швейцарских дерматологов Феликса Левандовского (1879—1921) и Вильгельма Лютца (1888—1958), описавших её в публикации 1922 года.

## Этиология
Двумя ведущими факторами в возникновении заболевания являются:
- Мутации в хромосоме 17q25 в генах EVER1 и EVER 2, в результате чего организм человека не может предотвратить заражение вирусом папилломы человека (ВПЧ) и бороться с ним.
- Вследствие этого происходит заражение вирусом папилломы человека. В основном ВПЧ 3 и 5.

Последние исследования показали, что у части больных верруциформной эпидермодисплазией Левандовского — Лютца имеются общие отклонения реакций клеточного иммунитета. Это возникает в результате наследственных мутаций или угнетений иммунных функций, вызванных различной вирусной инфекцией.

## Клиническая картина
Болезнь характеризуется множественными бородавчатыми высыпаниями в виде множественных незначительно возвышающихся папул диаметром примерно 3-5 мм с полигональными очертаниями. Высыпания обычного телесного, красноватого или красно-бурого цвета. Присутствует склонность к группировке. У больных могут возникать крупные плоские бляшки и пятна, которые сливаются между собой и немного шелушатся.
Какие-либо неприятные ощущения у больных отсутствуют. Заболевание стойкое и длится всю жизнь. Некоторые бородавчатые образования склонны к злокачественной трансформации.

## Дифференциальная диагностика
Дифференциальный диагноз следует проводить со следующими заболеваниями:
- верруциформный акрокератоз Гопфа;
- бородавчатый туберкулез кожи;
- бородавчатый плоский лишай;
- болезнь Дарье;
- актинический кератоз;
- отрубевидный лишай;
- синдром Нетертона
- стойкий лентикулярный гиперкератоз Флегеля[3].

## Диагностика
Диагноз ставится на основании клинической картины и анамнеза. При гистологическом исследовании выявляются акантоз, папилломатоз, койлоцитоз, гиперкератоз. Больным рекомендовано проводить ВПЧ типирование и генетическое тестирование.

## Лечение
В основном хирургическое удаление бородавчатых элементов. Медикаментозно: системное и местное применение ретиноидов.

## Примечание
1. 1 2  Monarch Disease Ontology release 2018-06-29 — 2018-06-29 — 2018.
2. 1 2  Федеральные клинические рекомендации. Дерматовенерология: Болезни кожи. Инфекции, передаваемые половым путём. — Деловой экспресс, 2015. — 768 с. — ISBN 978-5-89644-123-6.
3. ↑  Б. А. Беренбейн, А. А. Студницин и др.; Под ред. Б. А. Беренбейна, А. А. Студницина. Дифференциальная диагностика кожных болезней. — Медицина, 1989. — 672 с с.